# Caryomyia
Caryomyia är ett släkte av tvåvingar. Caryomyia ingår i familjen gallmyggor.

## Dottertaxa tillCaryomyia, i alfabetisk ordning[1]
- Caryomyia aggregata
- Caryomyia albipilosa
- Caryomyia ansericollum
- Caryomyia antennata
- Caryomyia arcuata
- Caryomyia asteris
- Caryomyia biretta
- Caryomyia caminata
- Caryomyia caryae
- Caryomyia caryaecola
- Caryomyia cilidolium
- Caryomyia conoidea
- Caryomyia consobrina
- Caryomyia cucurbitata
- Caryomyia cynipsea
- Caryomyia deflexipili
- Caryomyia echinata
- Caryomyia eumaris
- Caryomyia flaticrustum
- Caryomyia glauciglobus
- Caryomyia glebosa
- Caryomyia guttata
- Caryomyia hirtidolium
- Caryomyia hirtiglobus
- Caryomyia holotricha
- Caryomyia inanis
- Caryomyia inclinata
- Caryomyia inflata
- Caryomyia lenta
- Caryomyia levicrustum
- Caryomyia leviglobus
- Caryomyia marginata
- Caryomyia melicrustum
- Caryomyia ovalis
- Caryomyia persicoides
- Caryomyia procumbens
- Caryomyia purpurea
- Caryomyia recurvata
- Caryomyia sanguinolenta
- Caryomyia shmoo
- Caryomyia similis
- Caryomyia spherica
- Caryomyia spiniglobus
- Caryomyia spinulosa
- Caryomyia stellata
- Caryomyia striolacrustum
- Caryomyia striolata
- Caryomyia subpina
- Caryomyia subulata
- Caryomyia thompsoni
- Caryomyia tuberculata
- Caryomyia tuberidolium
- Caryomyia tubicola
- Caryomyia turbanella
- Caryomyia turbinata
- Caryomyia urnula
- Caryomyia viscidolium